# Estoril Open 2023
Giải quần vợt Estoril Mở rộng 2023 (còn được biết đến với Millennium Estoril Open vì lý do tài trợ) là một giải quần vợt nam thi đấu trên mặt sân đất nện ngoài trời. Đây là lần thứ 8 giải đấu được tổ chức và là một phần của ATP Tour 250 trong ATP Tour 2023. Giải đấu diễn ra tại Clube de Ténis do Estoril ở Cascais, Bồ Đào Nha, từ ngày 3 đến ngày 9 tháng 4 năm 2023.

## Điểm và tiền thưởng

### Phân phối điểm
| Sự kiện | VĐ  | CK  | BK | TK | Vòng 1/16 | Vòng 1/32 | Q  | Q2 | Q1 |
| Đơn     | 250 | 150 | 90 | 45 | 20        | 0         | 12 | 6  | 0  |
| Đôi     | 250 | 150 | 90 | 45 | 0         | —         | —  | —  | —  |

### Tiền thưởng
| Sự kiện | VĐ      | CK      | BK      | TK      | Vòng 1/16 | Vòng 1/32 | Q2     | Q1     |
| Đơn     | €85,605 | €49,940 | €29,355 | €17,010 | €9,880    | €6,035    | €3,020 | €1,645 |
| Đôi*    | €29,740 | €15,910 | €9,330  | €5,220  | €3,070    | —         | —      | —      |

*mỗi đội

## Nội dung đơn

### Hạt giống
| Quốc gia | Tay vợt                     | Xếp hạng1 | Hạt giống |
| -------- | --------------------------- | --------- | --------- |
| NOR      | Casper Ruud                 | 4         | 1         |
| POL      | Hubert Hurkacz              | 9         | 2         |
| ESP      | Alejandro Davidovich Fokina | 25        | 3         |
| ESP      | Roberto Bautista Agut       | 28        | 4         |
| ARG      | Sebastián Báez              | 33        | 5         |
| SRB      | Miomir Kecmanović           | 35        | 6         |
| ARG      | Diego Schwartzman           | 38        | 7         |
| USA      | Ben Shelton                 | 39        | 8         |

- 1 Bảng xếp hạng vào ngày 20 tháng 3 năm 2023[2]

### Vận động viên khác
Đặc cách:
- Roberto Bautista Agut
- Ben Shelton
- João Sousa[3]

Vượt qua vòng loại:
- Alessandro Giannessi
- Sebastian Ofner
- Henrique Rocha
- Pedro Sousa

### Rút lui
- Grégoire Barrère → thay thế bởi  Tseng Chun-hsin
- Pablo Carreño Busta → thay thế bởi  Dominic Thiem
- Sebastian Korda → thay thế bởi  Hubert Hurkacz
- Dušan Lajović → thay thế bởi  Jurij Rodionov
- Emil Ruusuvuori → thay thế bởi  Luca Van Assche
- Mikael Ymer → thay thế bởi  Radu Albot

## Nội dung đôi

### Hạt giống
| Quốc gia | Tay vợt         | Quốc gia | Tay vợt       | Xếp hạng1 | Hạt giống |
| -------- | --------------- | -------- | ------------- | --------- | --------- |
| GER      | Andreas Mies    | MON      | Hugo Nys      | 39        | 1         |
| BRA      | Marcelo Melo    | AUS      | John Peers    | 84        | 2         |
| ECU      | Gonzalo Escobar | FRA      | Fabien Reboul | 97        | 3         |
| BEL      | Sander Gillé    | BEL      | Joran Vliegen | 101       | 4         |

- Bảng xếp hạng vào ngày 20 tháng 3 năm 2023

### Vận động viên khác
Đặc cách:
- Ben Shelton /  Duarte Vale
- João Sousa /  Dominic Thiem

### Rút lui
- Marcelo Arévalo /  Jean-Julien Rojer → thay thế bởi  Diego Hidalgo /  Cristian Rodríguez
- Tomislav Brkić /  Gonzalo Escobar → thay thế bởi  Gonzalo Escobar /  Fabien Reboul
- Lloyd Glasspool /  Harri Heliövaara → thay thế bởi  Andrew Harris /  John-Patrick Smith
- Kevin Krawietz /  Tim Pütz → thay thế bởi  Marco Cecchinato /  Quentin Halys
- Rafael Matos /  David Vega Hernández → thay thế bởi  Romain Arneodo /  Sam Weissborn
- Jamie Murray /  Michael Venus → thay thế bởi  Radu Albot /  Victor Vlad Cornea
- Hugo Nys /  Jan Zieliński → thay thế bởi  Andreas Mies /  Hugo Nys

## Nhà vô địch

### Đơn
- Casper Ruud đánh bại  Miomir Kecmanović, 6–2, 7–6(7–3)

### Đôi
- Sander Gillé /  Joran Vliegen đánh bại Nikola Ćaćić /  Miomir Kecmanović, 6–3, 6–4